# フリードリヒ・ヴォルフ

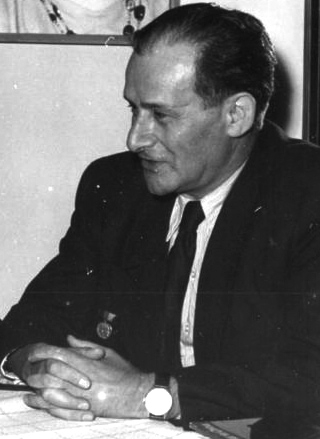
フリードリヒ・ヴォルフ (1952)

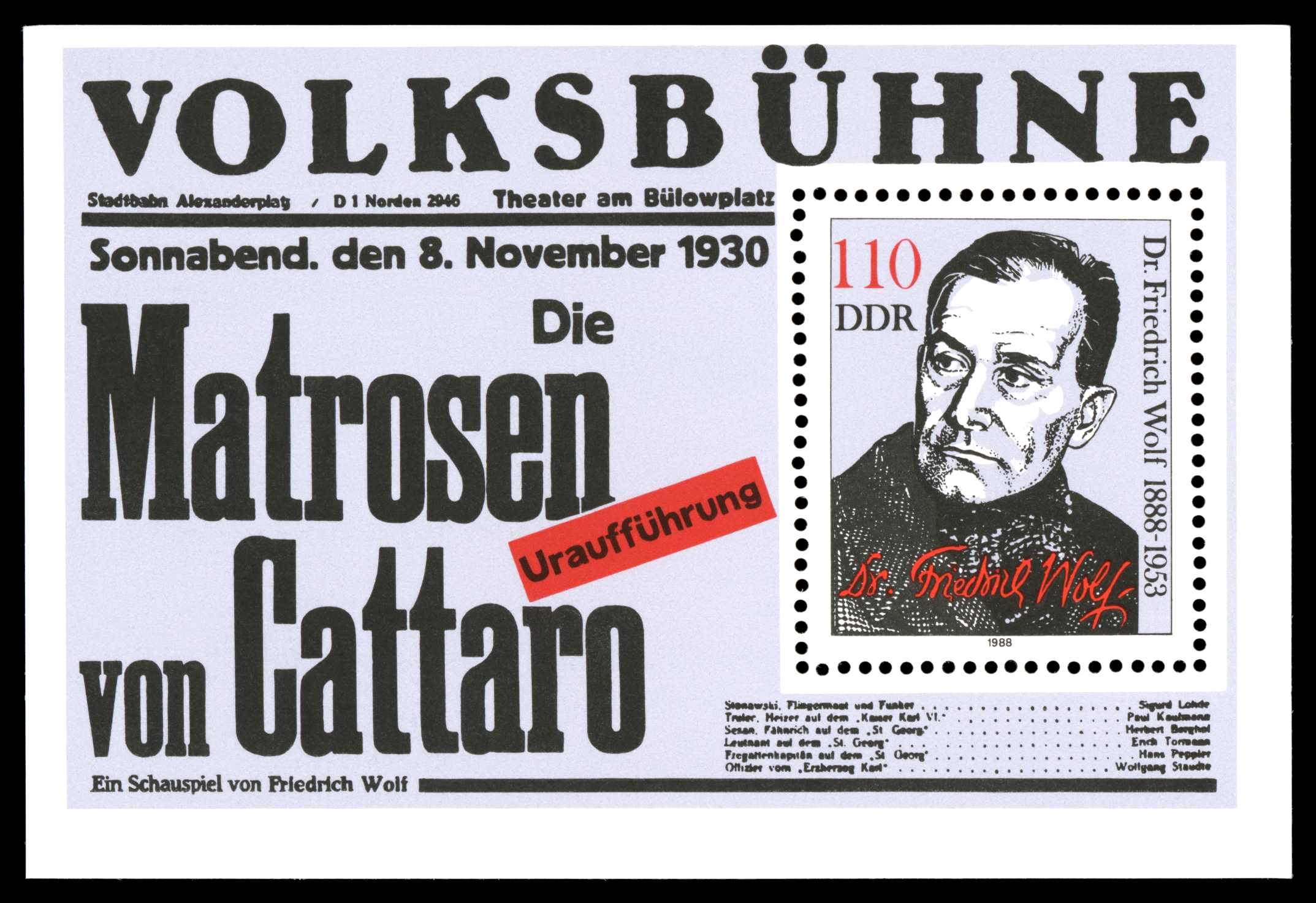
フリードリヒ・ヴォルフ生誕100周年を記念した東ドイツの切手 (1988)。

フリードリヒ・ヴォルフ（独: Friedrich Wolf、1888年12月23日 - 1953年10月5日）は、ノイヴィート生まれのドイツの医師、作家、共産党の政治家。

## 生涯
フリードリヒ・ヴォルフの父は、ユダヤ人商人のマックス・ヴォルフで、母はイーダ。1895年から1899年までユダヤ人小学校で勉強し、その後ノイヴィートのギムナジウムに進学。1907年から1912年まで医学、哲学、美術史をハイデルベルク、ミュンヘン、テュービンゲン、ボン、ベルリンで勉強する。1912年にボンで医師国家試験に合格し、1913年に論文「幼年期の多発性硬化症」で博士号を修得した。
マイセンで実習（Praktikum）を終えた1914年、ボンとドレスデンに行き、カナダ―グリーンランド―アメリカ合衆国航路の船医を務めた。同年、戦争が始まり、西部戦線で、のちに東部戦線でも軍医を務めた。たくさんの人が負傷したため、1916年以降は反戦論者になる。1917年に最初の散文戯曲を出版、1918年に軍役を拒否し、故郷にある傷痍軍人の病院で働いた。一般人向けに医療を提供するよう尽力し、自然療法を行った。
ヴォルフは、自然療法とホメオパシーのための診療所をシュトゥットガルトに開き、その間に、戯曲、小説、朗読、シナリオなどを手がける有名な作家にもなった。1928年からドイツ共産党の党員、ドイツ・プロレタリア革命作家同盟の会員になる。1929年に戯曲『青酸カリ』が、刑法の堕胎条項をめぐる幅広い議論を読んだ。ヴォルフはすぐに逮捕されるまでに至り、職業的な堕胎の罪をかけられた。その後、彼はソ連に旅行した。
1932年春に、シュトゥットガルトで共産主義的な情宣活動を行う「南西遊戯団」を結成し、素人俳優によるアクチュアルなテーマでアジテーションのための演劇を上演した。彼の脚本と上演の芸術的なクオリティが高かったため、ヴュルテンベルクを越えて、知れ渡った。
フリードリヒ・ヴォルフは、ナチ党の権力掌握後に家族と一緒にオーストリア、スイス、フランスを経由してモスクワに亡命。1937年に国際旅団の医師として働くためにスペインに行こうとしたものの、1938年にはフランスに留まった。

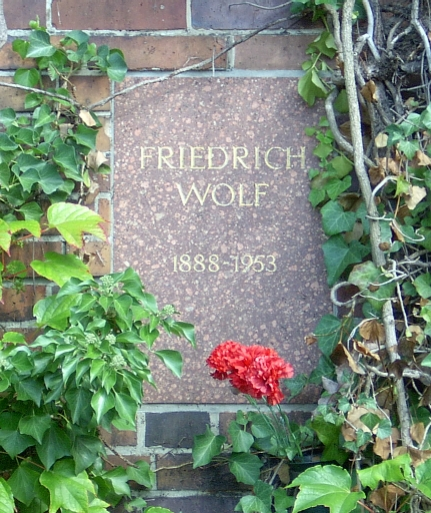
ベルリンのフリードリヒフェルデ中央霊園にあるフリードリヒ・ヴォルフの墓

1939年に戦争が始まったとき、彼はパリで逮捕され、ル・ヴェルネ収容所に収監された。ソ連の助けと偽造パスポートで、出国に成功。1941年にソ連国籍を取得し、モスクワに帰還、1943年7月にその地で自由ドイツ国民委員会の委員になる。1944年にクラスノゴルスクで教師をする。
1945年からは再びドイツで生活をはじめる。この時の彼は東ドイツのアウフバウ世代に含まれる。作家および文化政治家として活動し、DEFA設立に参加する。1947年にダンサーで振付師のジャン・ヴァイトを迎える。1949年から1951年まではドイツ民主共和国の初のポーランド大使になる。1953年10月5日にフリードリヒ・ヴォルフは、レーニッツの仕事部屋で心筋梗塞で死去した。
彼の骨壷は、ベルリン・リヒテンベルクにあるフリードリヒフェルデ中央霊園の社会主義者追悼場所に埋葬された。

## 表彰
- 1942年：赤星勲章
- 1949年：東ドイツ国民賞（ドイツ語版）を作品『Professor Mamlock』で受賞。
- 1950年：東ドイツ国民賞（ドイツ語版）を『Rat der Götter』で受賞。

## 作品
- 1917年：Mohammed (Drama), Langemarck (Erzählung)
- 1919年：Das bist du (Drama), Der Unbedingte (Drama)
- 1921年：Die Schwarze Sonne (Drama)
- 1922年：Tamar (Drama)
- 1923年：Die Schrankkomödie (Drama), Der Arme Konrad. (Drama)
- 1924年：Das Heldenepos des alten Bundes (jüdisches Volksepos)
- 1925年：Kreatur (Roman), Der Bücherkreis, Berlin.
- 1926年：Kolonne Hund (Drama), Äther (Hörspiel)
- 1927年：Die Natur als Arzt und Helfer, Koritke (Drama), Der Kampf im Kohlenpott (Novelle)
- 1928年：SOS … rao rao … Foyn – „Krassin“ rettet „Italia“ (Hörspiel)
- 1929年：Cyankali (Drama)
- 1930年：Die Matrosen von Cattaro (Drama), Tai Yang erwacht (Drama)
- 1930年：John D. erobert die Welt (Hörspiel)
- 1933年：Professor Mamlock (Drama)
- 1934年：Floridsdorf (Drama)
- 1935年：Das trojanische Pferd (Drama)
- 1935年：Schriftsteller und Politik Ansprache auf dem 1. Amerikanischen Schriftstellerkongreß in New York[2]
- 1938年：Zwei an der Grenze (Roman)
- 1940年：Beaumarchais (Drama)
- 1942年：Der Russenpelz (Novelle)
- 1944年：Heimkehr der Söhne (Roman), Dr. Lilli Wanner (Drama)
- 1945年：Der arme Konrad (Hörspiel), Professor Mamlock (Hörspiel)
- 1945年：Was der Mensch säet (Drama)
- 1946年：Die letzte Probe (Drama), Märchen für große und kleine Kinder (darin: Die Weihnachtsgans Auguste)
- 1947年：Wie Tiere des Waldes (Drama)
- 1948年：Die Nachtschwalbe (Libretto zur Oper von Boris Blacher)
- 1949年：Der Rat der Götter (Filmszenarium), Bürgermeister Anna (Komödie)
- 1952年：Menetekel (Roman), Thomas Müntzer (Drama, Filmexpose)
- 1956年：Thomas Müntzer – Ein Film deutscher Geschichte (Szenario beziehungsweise Drehbuch)
- 1975年：Der verschenkte Leutnant (Sammlung)

## 映画化
- 1938年：Professor Mamlock (Regie: Herbert Rappaport)
- 1950年： Der Rat der Götter (Regie: Kurt Maetzig)
- 1956年：Thomas Müntzer (Regie: Martin Hellberg)
- 1963年：Lucie und der Angler von Paris (Regie: Kurt Jung-Alsen)
- 1979年：Die Matrosen von Cattaro
- 1985年：Weihnachtsgans Auguste (Zeichentrickfilm)
- 1988年：Die Weihnachtsgans Auguste (Spielfilm)